# Nico Sturm
Nico Sturm (* 3. Mai 1995 in Augsburg) ist ein deutscher Eishockeyspieler, der seit Juli 2025 erneut bei den Minnesota Wild aus der National Hockey League (NHL) unter Vertrag steht. Mit den Florida Panthers gewann der Center in den Playoffs 2025 den Stanley Cup, ebenso wie drei Jahre zuvor in den Playoffs 2022 mit der Colorado Avalanche. Zuvor verbrachte Sturm bereits einmal drei Spielzeiten in der Organisation der Minnesota Wild, die ihn damals im April 2019 als ungedrafteten Free Agent unter Vertrag genommen hatten. Zudem war er etwa zweieinhalb Jahre bei den San Jose Sharks aktiv.

## Karriere
Der aus dem Augsburger Stadtteil Neubergheim stammende Sturm spielte als Jugendlicher für den Augsburger EV und anschließend für den ESV Kaufbeuren sowie im Spieljahr 2011/12 zeitweilig auch für den HC Landsberg. Im Januar 2014 wechselte er in die Vereinigten Staaten zu den Corpus Christi Ice Rays aus der North American Hockey League (NAHL) und spielte in dieser zweithöchsten Nachwuchsspielklasse der USA ab der Saison 2014/15 für die Austin Bruins. In der Spielzeit 2015/16 wechselte der Angreifer in die ranghöhere United States Hockey League (USHL) und war dort für die Tri-City Storm aktiv, mit denen er am Jahresende die USHL-Playoffs um den Clark Cup gewann.
Im Herbst 2016 nahm Sturm ein Wirtschaftsstudium an der im US-Bundesstaat New York gelegenen Clarkson University auf und sicherte sich zugleich einen Stammplatz in der Eishockeymannschaft der Hochschule, den Clarkson Golden Knights. Für die Golden Knights lief er in den folgenden drei Jahren in der ECAC auf, einer College-Liga im Spielbetrieb der National Collegiate Athletic Association (NCAA), wobei diese Zeit für ihn von zahlreichen Erfolgen und Auszeichnungen geprägt war. Bereits als Freshman berief man ihn ins ECAC All-Rookie Team, bevor in den folgenden Saisons die Wahl ins Third All-Star Team sowie ins First All-Star Team folgte. Zudem wurde der Center 2018 und 2019 als bester defensiver Stürmer der Liga geehrt, während er die Mannschaft in seinem dritten und letzten College-Jahr als Kapitän zur Meisterschaft der ECAC führte. Darüber hinaus wurde er als einer von zehn Finalisten für den Hobey Baker Memorial Award nominiert, der den besten Hochschul-Spieler der USA auszeichnet.
Ohne zuvor in einem NHL Entry Draft berücksichtigt worden zu sein, unterzeichnete Sturm Anfang April 2019 als Free Agent einen bis zum Saisonende 2018/19 befristeten Vertrag bei den Minnesota Wild aus der National Hockey League (NHL). Wenig später gab er sein Debüt in der höchsten Spielklasse Nordamerikas und etablierte sich dort im weiteren Verlauf. Im Juli 2019 verlängerten die Wild seinen Vertrag um ein Jahr bis zum Ende der Saison 2019/20, bevor er im Oktober 2020 einen neuen Zweijahresvertrag erhielt. Nachdem es ihm in der Folge gelungen war, sich trotz der COVID-19-Pandemie und deren Auswirkung auf die folgenden Spielzeiten in der Liga zu etablieren, wurde er Mitte März 2022 im Tausch für Tyson Jost an die Colorado Avalanche abgegeben. Mit der Avalanche gewann der gebürtige Augsburger am Ende der Stanley-Cup-Playoffs 2022 als erst fünfter Deutscher nach Uwe Krupp, Dennis Seidenberg, Tom Kühnhackl und Philipp Grubauer die gleichnamige Trophäe. Im Juli 2022 wurde er von den San Jose Sharks mit einem Dreijahresvertrag ausgestattet. Kurz vor Erfüllung dessen wurde er im März 2025 samt einem Siebtrunden-Wahlrecht im NHL Entry Draft 2027 an die Florida Panthers abgegeben, während die Sharks im Gegenzug ein Viertrunden-Wahlrecht im NHL Entry Draft 2026 erhielten. Mit Florida gewann der Deutsche in den Stanley-Cup-Playoffs 2025 zum zweiten Mal die gleichnamige Trophäe. Anschließend kehrte er im Juli 2025 als Free Agent zu den Minnesota Wild zurück.

### International

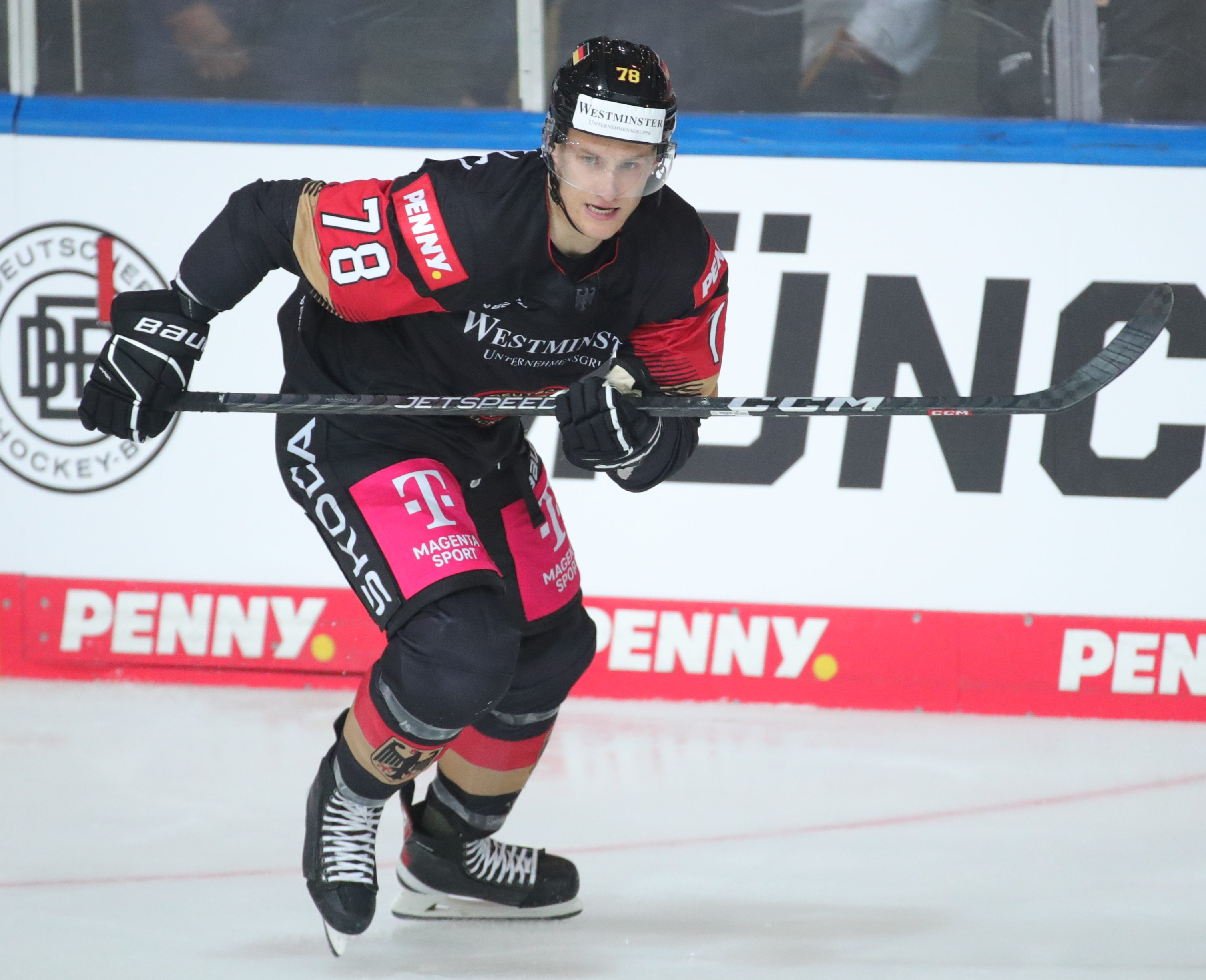
Sturm im Trikot der deutschen Nationalmannschaft (2023)

Sturm nahm mit der deutschen U20-Nationalmannschaft an der U20-Junioren-Weltmeisterschaft 2015 in den kanadischen Metropolen Toronto und Montreal teil. Dabei blieb er in sechs Turnierspielen punktlos, erhielt zwölf Strafminuten und stieg mit der Mannschaft als Zehnter des Endklassements in die Gruppe A der Division I ab.
Für die A-Nationalmannschaft kam der Stürmer in der Vorbereitung auf die Weltmeisterschaft 2023 zu seinem Länderspieldebüt und bestritt in der Folge mit den Welttitelkämpfen das erste große internationale Turnier für sein Heimatland. Dort gewann er mit der Mannschaft die Silbermedaille, woran er mit sechs Treffern als bester deutscher Torschütze neben John-Jason Peterka maßgeblichen Anteil hatte. Im Jahr 2024 folgte eine erneute Teilnahme des Stürmers.

## Erfolge und Auszeichnungen
| - 2016 Clark-Cup-Gewinn mit den Tri-City Storm - 2017 ECAC All-Rookie Team - 2018 ECAC Best Defensive Forward - 2018 ECAC Third All-Star Team - 2019 Whitelaw-Cup-Gewinn mit der Clarkson University - 2019 ECAC All-Tournament Team | - 2019 ECAC Best Defensive Forward - 2019 ECAC First All-Star Team - 2019 Finalist um den Hobey Baker Memorial Award - 2022 Stanley-Cup-Gewinn mit der Colorado Avalanche - 2025 Stanley-Cup-Gewinn mit den Florida Panthers |

### International
- 2023 Silbermedaille bei der Weltmeisterschaft

## Karrierestatistik
Stand: Ende der Saison 2024/25

### International
Vertrat Deutschland bei:
- U20-Junioren-Weltmeisterschaft 2015
- Weltmeisterschaft 2023
- Weltmeisterschaft 2024

(Legende zur Spielerstatistik: Sp oder GP = absolvierte Spiele; T oder G = erzielte Tore; V oder A = erzielte Assists; Pkt oder Pts = erzielte Scorerpunkte; SM oder PIM = erhaltene Strafminuten; +/− = Plus/Minus-Bilanz; PP = erzielte Überzahltore; SH = erzielte Unterzahltore; GW = erzielte Siegtore; 1 Play-downs/Relegation; Kursiv: Statistik nicht vollständig)

## Familie
Sein älterer Bruder Dennis Sturm (* 1993) ist ebenfalls Eishockeyspieler und bestritt in der Spielzeit 2011/12 eine Partie für den ESV Kaufbeuren in der DEL2. Mit Marco Sturm ist er hingegen nicht verwandt.